# 伊斯托弗鎮區 (北卡羅萊納州坎伯蘭縣)
伊斯托弗鎮區（英語：Eastover Township）是位於美國北卡羅萊納州坎伯蘭縣的一個鎮區。

## 地方資料
伊斯托弗鎮區的面積為230.76平方千米，皆為陸地。根據2020年美國人口普查的數據，當地共有人口14179人，而人口密度為每平方千米61.44人。